# Castell Palau de Celadas
El castell palau de Celadas és un palau fortificat d'estil gòtic situat al centre de la localitat turolenca de Celadas (Espanya). Es tracta d'un edifici de carreu, amb un cos central envoltat de dues torres. S'hi troba l'ajuntament del municipi. La seua construcció va començar al segle xiv i va finalitzar en el segle xvi.